# SIGGRAPH

Logoul oficial SIGGRAPH 2007

SIGGRAPH (acronimul pentru Special Interest Group on GRAPHics and Interactive Techniques) este numele conferinței anuale despre grafică computerizată (CG) convocată de Organizația ACM SIGGRAPH. Prima conferință SIGGRAPH a avut loc în 1974. La ele participă zeci de mii de profesioniști. În ultimii ani, conferințele SIGGRAPH au avut loc în Dallas, Seattle, Los Angeles, New Orleans, San Diego și în alte orașe din Statele Unite.

## Vedere de ansamblu
Titlurile principale ale conferinței sunt prezentările recentelor filme CG create. Există un etaj special pentru expoziții, unde câteva sute de companii își așază standurile rivalizând pentru atenția și recrutarea clienților. Majoritatea companiilor se ocupă cu grafica, ingineria, animația sau jocurile video. Există și standuri pentru școlile care sunt specializate într-un anumit domeniu (grafica computerizata, interactivitate, etc).
Zeci de lucrari de cercetare sunt prezentate în fiecare an. Pe scară largă, SIGGRAPH este considerat cel mai prestigios forum pentru publicarea cercetărilor în materie de grafica computerizata. Sub 20% din lucrări sunt acceptate de SIGGRAPH.  Cele acceptate sunt printate într-un număr special al jurnalului ACM Transactions on Graphics.
În plus față de lucrări, există numeroase grupuri de experți gata să discute pe o varietate de subiecte, de la grafica computerizată, interacțiunea cu mașinile, până la educație. De asemenea, SIGGRAPH oferă multe cursuri legate de grafica computerizată de ultimă oră, precum și mici prezentări în care artiștii și cercetătorii își discută ultimele creații.
În 1984, prima animație scurtă Pixar, The Adventures of André & Wally B., a avutpremiera la SIGGRAPH. De atunci, Pixar a prezentat mai multe animații la conferință.

## SIGGRAPH Asia
Din 2008, pe lângă conferințele anuale din Statele Unite, conferințele SIGGRAPH s-au ținut și în Asia (numite SIGGRAPH Asia). Prima a avut loc în Singapore în 10-13 decembrie 2008 la Centrul Internațional de Convenții și Prezentări Suntec Singapore.

## Locațiile conferințelor SIGGRAPH
| Anul | Locația                       | Adrese | Note |
| ---- | ----------------------------- | --- | --- |
| 1974 | Boulder                       | | |
| 1975 | Bowling Green                 | | |
| 1976 | Philadelphia                  | | |
| 1977 | San Jose                      | | |
| 1978 | Atlanta                       | | |
| 1979 | Chicago                       | | |
| 1980 | Seattle                       | | |
| 1981 | Dallas                        | | |
| 1982 | Boston                        | | |
| 1983 | Detroit                       | | |
| 1984 | Minneapolis                   | | |
| 1985 | San Francisco                 | | |
| 1986 | Dallas                        | | |
| 1987 | Anaheim                       | | |
| 1988 | Atlanta                       | | |
| 1989 | Boston                        | | |
| 1990 | Dallas                        | | |
| 1991 | Las Vegas                     | | |
| 1992 | Chicago                       | | |
| 1993 | Anaheim                       | | |
| 1994 | Orlando                       | | |
| 1995 | Los Angeles                   | | |
| 1996 | New Orleans                   | | |
| 1997 | Los Angeles                   | | |
| 1998 | Orlando                       | | |
| 1999 | Los Angeles                   | | |
| 2000 | New Orleans                   | site Arhivat în 10 august 2007, la Wayback Machine., documente Arhivat în 29 aprilie 2007, la Wayback Machine.                                                        | |
| 2001 | Los Angeles                   | site Arhivat în 10 august 2007, la Wayback Machine., documente Arhivat în 29 aprilie 2001, la Wayback Machine.                                                        | Cele mai bune animații din 2001 sunt arhivate la Internet Archive.                                                                          |
| 2002 | San Antonio                   | site Arhivat în 25 august 2007, la Wayback Machine., documente Arhivat în 13 aprilie 2002, la Wayback Machine.                                                        | |
| 2003 | San Diego                     | site Arhivat în 20 august 2007, la Wayback Machine., documente Arhivat în 4 aprilie 2003, la Wayback Machine.                                                         | |
| 2004 | Los Angeles                   | site Arhivat în 20 august 2007, la Wayback Machine., documente Arhivat în 4 aprilie 2004, la Wayback Machine., blog                                                   | |
| 2005 | Los Angeles Convention Center | site Arhivat în 16 iulie 2012, la Wayback Machine., documente Arhivat în 22 aprilie 2005, la Wayback Machine., wiki Arhivat în 23 noiembrie 2008, la Wayback Machine. | SIGGRAPH 2005 a avut loc între 31 Iulie și 4 August la Convention Center din Los Angeles. Se estimează că au participat 25.000 de persoane. |
| 2006 | Boston                        | site, documente Arhivat în 13 august 2006, la Wayback Machine. | SIGGRAPH 2006 a avut loc între 30 Iulie și August 3 în Boston.                                                                              |
| 2007 | San Diego                     | site, documente Arhivat în 20 mai 2007, la Wayback Machine. | SIGGRAPH 2007 a avut loc între 5-9 August în San Diego.                                                                                     |
| 2008 | Los Angeles                   | site, documente | SIGGRAPH 2008 a avut loc în August 2008 la Convention Center din Los Angeles.                                                               |
| 2009 | New Orleans                   | site, call for submissions | SIGGRAPH 2009 va avea loc în New Orleans, Louisiana.                                                                                        |
| 2010 | Los Angeles                   | | SIGGRAPH 2010 va avea loc în August 2010 la Convention Center din Los Angeles.                                                              |
| 2011 | Vancouver                     | | Pentru prima oară, principala conferință SIGGRAPH va avea loc în afara Statelor Unite.                                                      |

## Adrese externe
- site-ul ACM SIGGRAPH
- Site-ul lui Tim Rowley ce oferă legături spre Proiecte și Acte Siggraph
- SIGGRAPH 2009 - Date importante
- SIGGRAPH Asia 2008
- SIGGRAPH 2007 Live reporting from San Diego - tips, shuttle info, daily reporting